# Capitoli di A Town Where You Live

Copertina del primo volume dell'edizione italiana, raffigurante la protagonista femminile Yuzuki Eba

Questa è la lista dei capitoli di A Town Where You Live, manga scritto e disegnato da Kōji Seo.
Il manga A Town Where You Live è stato scritto e disegnato da Kōji Seo e la sua serializzazione fu annunciata sul numero 24 del 2008 della rivista Weekly Shōnen Magazine di Kōdansha,  per poi avere successivamente inizio sul numero 26 della rivista, pubblicato il 28 maggio 2008. Il capitolo finale della serie fu pubblicato sul numero 11 del 2014 della rivista, pubblicato il 12 febbraio, numero sul quale inizia anche la serializzazione dell'opera successiva di Seo, Fūka.
In Italia i diritti sono stati acquistati dall'editore GP Publishing che annunciò la pubblicazione a cadenza bimestrale del manga tramite la propria rivista GP Previews, e il primo volume fu pubblicato il 27 marzo 2011. In seguito alla fusione editoriale tra GP Publishing e J-Pop, la pubblicazione nel 2013 è proseguita a cadenza irregolare sotto l'etichetta GP Manga di Edizioni BD sino all'interruzione causata da alcune divergenze con l'editore giapponese e resa nota al pubblico nel 2016. In occasione del Napoli Comicon del 2016, la casa editrice RW Edizioni ha annunciato la prosecuzione della pubblicazione del manga tramite la propria etichetta Goen dal punto in cui si è interrotta in precedenza, ripresa avvenuta il 25 novembre dello stesso anno, mentre la pubblicazione è stata completata il 21 settembre 2020.
Kōji Seo ha creato una guida dedicata alla serie intitolata A Town Where You Live Official Guidebook Love Navi: Love Navigation! (君のいる町 公式ガイドブック 恋なび Love Navigation!?, Kimi no Iru Machi Kōshiki Gaido Bukku Koi Nabi Love Navigation!) e pubblicata in Giappone sempre da Kodansha il 16 agosto 2013.

## Volumi 1-10
| 1  | 12 agosto 2008 | ISBN 978-4-06-384029-2 | 27 marzo 2011     | ISBN 978-88-6468-384-3 |
| 1  | Capitoli - 1. Quando fioriscono i ciliegi (桜の咲く頃?, Sakura no sakukoro) - 2. Sotto il vestito niente (はいてない、マジ。?, Hai tenai, maji.) - 3. Aspettami al supermarket (コンビニで待ってて?, Konbini de mattete) - 4. Perché non ti innamori di me? (好きになっちゃえば、いい。?, Suki ni nacchaeba, ī.) - 5. Bagni misti…? È solo uno scherzo! (混浴は、冗談だけど。?, Kon'yoku wa, jōdan dakedo.) - 6. Un crollo improvviso (突然、バタンチュー?, Totsuzen, batonchū) - 7. Senza Haruto (青大がいないと?, Haruto ga inaito) - 8. La relazione tra loro due (ふたりの関係?, Futari no kankei) |                        |                   |                        |
| 2  | 17 ottobre 2008 | ISBN 978-4-06-384055-1 | 28 maggio 2011    | ISBN 978-88-6468-385-0 |
| 2  | Capitoli - 9. Un grosso equivoco (大いなる誤解?, Ōinaru gokai) - 10. Dichiarazione di guerra (宣戦布告?, Sensen fukoku) - 11. L'amore di Akari (月の恋?, Akari no koi) - 12. L'appuntamento a quattro (Ｗデート決行?, W dēto kekkō) - 13. Al ritorno da scuola (下校時間に?, Gekō jikan ni) - 14. Noi due da soli (誰と２人きり??, Dare to futari kiri?) - 15. L'impeto è irrefrenabile (勢いは止まらない?, Ikioi wa tomaranai) - 16. Sbagliato fuggire (逃げるのよくない。?, Nigeru no ga yokunai.) - 17. Sentimento sincero (正直な気持ち?, Shōjikina kimochi) - 18. Amici come prima (つき合うとかじゃなくて?, Tsukiau toka janakute) |                        |                   |                        |
| 3  | 16 gennaio 2009 | ISBN 978-4-06-384090-2 | 24 luglio 2011    | ISBN 978-88-6468-386-7 |
| 3  | Capitoli - 19. La città dove vivevi (君がいた町?, Kimigaita machi) - 20. Il party di benvenuto per la sorellona (姉ちゃんの歓迎会?, Nēchan no kangei-kai) - 21. La risposta al messaggio (メールのお返し?, Mēru no okaeshi) - 22. Il lato oscuro di Yuzuki (ねくらなゆずきちゃん?, Ne kurana Yuzuki-chan) - 23. La festa d'Estate (なつまつり?, Natsu matsuri) - 24. Vorrei che tu venissi (来てほしい?, Kite hoshī) - 25. La vana e solitaria attesa (ひとりぼっちで待ちぼうけ?, Hitori bocchi de machibōke) - 26. Nell'appartamento di sorellona (姉ちゃんの部屋で?, Nēchan no heya de) - 27. Il vero volto di Rin (懍の素顔?, Rin no sugao) - 28. Ambiguità ed esasperazioni (冷笑と激昂?, Reishō to gekikō) - Special Story. Il padrone dello stagno (ヌシのいる池?, Nushi no iru ike) |                        |                   |                        |
| 4  | 17 aprile 2009 | ISBN 978-4-06-384127-5 | 24 settembre 2011 | ISBN 978-88-6468-387-4 |
| 4  | Capitoli - 29. La famiglia (家族とは?, Kazoku to wa) - 30. Torno a casa (帰るね?, Kaeru ne) - 31. Le sorelle Eba (枝葉姉妹?, Eba shimai) - 32. La fine del semestre (それぞれの終業式?, Sorezore no shūgyō-shiki) - 33. Estate, mare, noi due soli (夏、海、２人っきり。?, Natsu, umi, 2-rikkiri.) - 34. Rin, il secondo avvento (懍、再臨。?, Rin, sairin.) - 35. Faccio il tifo per te (応援します?, Ōen shimasu) - 36. Surprise X 2 (サプライズ×２?, Sapuraizu × 2) - 37. Il segreto (ヒミツにしたこと?, Himitsu ni shita koto) - 38. Senza giri di parole (直接、言う。?, Chokusetsu, iu.) |                        |                   |                        |
| 5  | 17 giugno 2009 | ISBN 978-4-06-384151-0 | 19 novembre 2011  | ISBN 978-88-6468-388-1 |
| 5  | Capitoli - 39. L'ultima volta (最後だから?, Saigo dakara) - 40. La notte del rifiuto (フラれた夜。?, Furareta yoru.) - 41. L'alba dopo le lacrime (涙の夜が明け?, Namida no yoru ga ake) - 42. Bitter & sweet (Bitter & Sweet?) - 43. Il paese delle anguille (鰻のいる町?, Unagi no iru machi) - 44. Percorsi di vita e amenità varie (進路とか、いろいろ?, Shinro toka, iroiro) - 45. Il festival della cultura (文化祭がやってくる?, Bunka matsuri ga yattekuru) - 46. Riguarda a Eba (枝葉さんのことが?, Eba-san no koto ga) - 47. Alla ricerca delle mele (リンゴ農家を探せ?, Ringo nōka o sagase) - 48. La conferma (史上最大の確認?, Shijō saidai no kakunin) |                        |                   |                        |
| 6  | 17 settembre 2009 | ISBN 978-4-06-384189-3 | 14 gennaio 2012   | ISBN 978-88-6468-643-1 |
| 6  | Capitoli - 49. Le parole non dette (言えなかったこと?, Ienakatta koto) - 50. Per il bene di chi (誰がため?, Dare ga tame) - 51. Sulla strada del ritorno, dopo tanto tempo (久し振りの帰り道?, Hisashiburi no kaerimichi) - 52. Gli occhiali di Kikukawa (菊川のメガネ?, Kikukawa no megane) - 53. Scintilla (着火?, Chakka) - 54. Fiamme (炎上?, Enjō) - 55. L'invito al dopo-festival (後夜祭の誘い?, Goya-sai no sasoi) - 56. Il dopo-festival (後夜祭?, Goya-sai) - Special Story. Yuna (七夕?, Tanabata) |                        |                   |                        |
| 7  | 17 novembre 2009 | ISBN 978-4-06-384215-9 | 11 febbraio 2012  | ISBN 978-88-6468-644-8 |
| 7  | Capitoli - 57. Nell'ipotesi che (仮に‥‥?, Karini‥‥) - 58. Bellissimi fiori (キレイな花?, Kireina hana) - 59. Con Haruto… (青人くんとの‥?, Ao Haruto-kun to no‥) - 60. L'inizio della relazione a distanza (エンキョリ開始?, Enkyori kaishi) - 61. Combinaguai (お節介なヤツら?, Osekkaina yatsura) - 62. La meta della gita scolastica (修学旅行の行方?, Shūgakuryokō no yukue) - 63. La coda dei gamberi (エビの尻尾?, Ebi no shippo) - 64. Il sapore di un professionista (プロの味?, Puro no aji) - 65. Storie d'amore dietro ai fornelli (まかないと、恋話。?, Makanai to, koihana.) - Special Story. A town where Rin lives (懍のいる町?, Rin no iru machi) |                        |                   |                        |
| 8  | 17 febbraio 2010 | ISBN 978-4-06-384251-7 | 10 marzo 2012     | ISBN 978-88-6468-645-5 |
| 8  | Capitoli - 66. La gita scolastica (修学旅行?, Shūgakuryokō) - 67. Il ragazzo di Kanzaki (神咲の彼氏や?, Kanzaki no kareshiya) - 68. Nessuna notizia (音信不通?, Inshinfutsū) - 69. Furbastro (ずるいよ‥。?, Zurui yo‥.) - 70. Il dolore della separazione (別れの辛さ?, Wakare no karasa) - 71. Di nuovo Nanami (七海ふたたび?, Nanami futatabi) - 72. L'amore… brucia (恋、焦がし?, Koi, kogashi) - 73. La "soffiata" di Rin (懍のタレコミ?, Rin no tarekomi) - 74. Quel che è detto è detto (しちゃった後。?, Shi chatta nochi.) - 75. La lettera d'addio (置き手紙?, Okitegami) |                        |                   |                        |
| 9  | 16 aprile 2010 | ISBN 978-4-06-384284-5 | 7 aprile 2012     | ISBN 978-88-6468-721-6 |
| 9  | Capitoli - 76. All'inseguimento (追っかけて?, Okkakete) - 77. Scontro (衝突?, Shōtotsu) - 78. Non dimenticare (忘れ物?, Wasuremono) - 78.5. Special memoirs chapter: The town where I came (特別回想編 ウチがきた町?, Tokubetsu kaisō-hen: uchi ga kita machi) - 79. Prima dell'addio (さよならの前に?, Sayonara no mae ni) - 80. Presagio d'amore (恋の予感?, Koi no yokan) - 81. Parlata strana (変な言葉?, Hen'na kotoba) - 82. Seccatura (おせっかい?, Osekkai) - 83. La tavola dei campagnoli (田舎モンの食卓?, Inaka mon no shokutaku) - 84. Il sogno irrinunciabile (捨てられぬ夢?, Sute rarenu yume) |                        |                   |                        |
| 10 | 16 luglio 2010 | ISBN 978-4-06-384331-6 | 12 maggio 2012    | ISBN 978-88-6468-722-3 |
| 10 | Capitoli - 85. Il biglietto del desiderio (1枚の望み?, 1-mai no nozomi) - 86. Un fantasmaaa! (出たー！?, Deta!) - 87. Il momento a lungo sognato (夢にまで見た?, Yume ni made mita) - 88. Qualcosa di piacevole (気持ちいいこと?, Kimochiī koto) - 89. Presentazioni (あいさつ?, Aisatsu) - 90. Magari, ancora… (もしかしたら、まだ?, Moshika shitara, mada) - 91. Come lui aveva fatto con me (私にしてくれたみたいに?, Watashi ni shite kureta mitai ni) - 92. Quello che voglio veramente (オレの本心?, Ore no honshin) - 93. Un delizioso tamagoyaki (おいしい卵焼き?, Oishī tamagoyaki) - 94. La trappola del beef Stroganov (ビーフストロガノフの罠?, Bīfu sutoroganofu no wana) |                        |                   |                        |

## Volumi 11-20
| 11 | 15 ottobre 2010 | ISBN 978-4-06-384383-5 | 9 giugno 2012    | ISBN 978-88-6468-723-0 |
| 11 | Capitoli - 95. Se si vuol bene davvero (想えばこそ?, Omoeba koso) - 96. La fonte della rabbia (怒りの源泉?, Ikari no gensen) - 97. La strategia del barattolo di pesche (桃缶作戦！?, Momokan sakusen!) - 98. Senza nessun vantaggio (ハンデなしで?, Hande nashide) - 99. La affido a te (お前に任せる?, Omae ni makaseru) - 100. Favore (ねがい?, Negai) - 101. Sul punto più alto (一番高い場所で?, Ichiban takai basho de) - 102. Bruciato (焦がしたのは?, Kogashita no wa) - 103. La neve di Hiroshima (広島の雪?, Hiroshima no yuki) - 104. Impossibile vincere (絶対に勝てない?, Zettai ni katenai)                                                                             |                        |                  |                        |
| 12 | 17 gennaio 2011 | ISBN 978-4-06-384429-0 | 14 luglio 2012   | ISBN 978-88-6468-779-7 |
| 12 | Capitoli - 105. Ciò che rimane da fare (やり残したこと?, Yari nokoshita koto) - 106. Non resta che andare avanti (あとは前に進むだけ?, Ato wa mae ni susumu dake) - 107. Stavolta a tutti i costi (今度は絶対?, Kondo wa zettai) - 108. Baci e cose del genere (キスとかするモンだろ?, Kisu to ka suru mondaro) - 109. A rapporto (報告?, Hōkoku) - 110. Campus life (キャンパスライフ?, Kyanpasu raifu) - 111. Festa di benvenuto (新歓コンパ?, Shinkan konpa) - 112. Pagamento in natura (お礼はカラダで?, Orei wa karada de) - 113. Raccolta di materiali (作者取材のため?, Sakusha shuzai no tame) - 114. A cosa stai pensando adesso? (いま何考えてる？?, Ima nani kangae teru?) |                        |                  |                        |
| 13 | 15 aprile 2011 | ISBN 978-4-06-384476-4 | 4 agosto 2012    | ISBN 978-88-6468-780-3 |
| 13 | Capitoli - 115. Interrogatorio @ Café Amami (尋問＠カフェ天見?, Jinmon @ Kafe Amami) - 116. Uno strano appuntamento (変なデート?, Hen'na dēto) - 117. …Capito? (‥‥ね？?, ‥‥ Ne?) - 118. Perché ho la ragazza! (彼女おるし！?, Kanojo orushi!) - 119. La notte del rincontro (再会の夜に?, Saikai no yoru ni) - 120. Più di quanto pensi (思ってるよりも?, Omotteru yori mo) - 121. Gli incroci del destiny (Destinyで、すれ違い。?, Desutinī de, surechigai.) - 122. Di nuovo la ragazza "esplosiva" (爆弾娘ふたたび?, Bakudan musume futatabi) - 123. È arrabbiata con me (怒られて?, Okora rete) - 124. Dichiarazione di sfida (挑戦状?, Chōsen-jō)                                 |                        |                  |                        |
| 14 | 15 luglio 2011 | ISBN 978-4-06-384520-4 | 8 settembre 2012 | ISBN 978-88-6468-781-0 |
| 14 | Capitoli - 125. Un appuntamento romantico (デートするか。?, Dēto suru ka.) - 126. Il più bel sorriso (最高の笑顔?, Saikō no egao) - 127. I due strap per cellulare (ふたつのストラップ?, Futatsu no sutorappu) - 128. Il percorso degli appunti (ノートのゆくえ?, Nōto no yukue) - 129. I programmi per le vacanze estive (夏休みの予定?, Natsuyasumi no yotei) - 130. Va' avanti! (前に進め?, "Mae ni susume) - 131. Un passo alla volta (一歩ずつ?, Ippo zutsu) - 132. I sentimenti per Yuzuki (柚希のこと?, Yūzuki no koto) - 133. Migliore del mio ex-ragazzo (元カレよりも。?, Moto kare yori mo.) - 134. Il seguito del discorso (話の続き?, Hanashi no tsudzuki)               |                        |                  |                        |
| 15 | 17 ottobre 2011 | ISBN 978-4-06-384567-9 | 20 ottobre 2012  | ISBN 978-88-6468-782-7 |
| 15 | Capitoli - 135. Lasciati soli (残された2人?, Nokosa reta 2-ri) - 136. La quarta volta (4度目は?, 4-dome wa) - 137. Ti amo (大好きです?, Daisuki desu) - 138. Bugiardo (ウソつき?, Usotsuki) - 139. Possibilità di scelta (選択肢?, Sentakushi) - 140. Confessione (「告白」?, "Kokuhaku") - 141. Le rispettive decisioni (それぞれの決意?, Sorezore no ketsui) - 142. Consigli (助言?, Jogen) - 143. Come tua ragazza (彼女として?, Kanojo to shite) - 144. Il primo passo (はじめの一歩?, Hajime no ippo) |                        |                  |                        |
| 16 | 16 dicembre 2011 | ISBN 978-4-06-384601-0 | 15 dicembre 2012 | ISBN 978-88-6468-935-7 |
| 16 | Capitoli - 145. Print club (プリクラ?, Purikura) - 146. Il giorno della partenza (門出の日?, Kadode no hi) - 147. Poesia d'amore (恋の歌?, Koi no uta) - 148. La vicina (お隣さんは!??, Otonari-san wa!?) - 149. La sorpresa del costume (水着サプライズ?, Mizugi sapuraizu) - 150. Appuntamento in piscina (プール・デート?, Pūru dēto) - 151. Di nuovo in piscina (プール再び!??, Pūru futatabi!?) - 152. Malintesi (誤解の行方?, Gokai no yukue) - 153. Trasferimento?! (転勤!??, Tenkin!?) - 154. Aiuto per il trasloco (引っ越しお手伝い?, Hikkoshi otetsudai) |                        |                  |                        |
| 17 | 16 marzo 2012 | ISBN 978-4-06-384644-7 | 30 aprile 2013   | ISBN 978-88-6634-518-3 |
| 17 | Capitoli - 155. Guardando un film a notte fonda (深夜の鑑賞会?, Shin'ya no kanshō-kai) - 156. Un ospite inaspettato (来訪者は!??, Raihō-sha wa!?) - 157. Le reali intenzioni del padre (父の真意!??, Chichi no shin'i!?) - 158. Nagoya (名古屋にて。?, Nagoya nite.) - 159. Cena elegante con dichiarazione di guerra (宣戦布告な晩餐会?, Sensen fukokuna bansan-kai) - 160. La decisione (決断?, Ketsudan) - 161. La prima notte (初めての夜?, Hajimete no yoru) - 162. "Convivenza" (「同棲」?, "Dōsei") - 163. Il passato del padre (父の過去?, Chichi no kako) - 164. La lettera (手紙?, Tegami)                                                                                  |                        |                  |                        |
| 18 | 15 giugno 2012 | ISBN 978-4-06-384689-8 | 20 dicembre 2014 | ISBN 978-88-6883-153-0 |
| 18 | Capitoli - 165. Un regalo… sorprendente (びっくりプレゼント?, Bikkuri purezento) - 166. Una riunione inattesa (思わぬ再会。?, Omowanu saikai.) - 167. Di nuovo insieme (勢揃い！?, Seizoroi!) - 168. L'incidente delle… mutandine?! (パンツ事件!??, Pantsu jiken!?) - 169. Al cimitero (墓参りへ?, Hakamairi e) - 170. Da Kazama (風間へ?, Kazama e) - 171. Dolcetto o scherzetto?! (トリック・オア・トリート?, Torikku oa Torīto) - 172. La vigilia della partenza (出発前日?, Shuppatsu zenjitsu) - 173. La confessione di Nanami (七海の激白?, Nanami no gekihaku) - 174. Cristalli di ghiaccio (氷花?, Hibana) - Bonus. Il ritorno di Suzuka                                      |                        |                  |                        |
| 19 | 17 agosto 2012 | ISBN 978-4-06-384720-8 | 21 marzo 2015    | ISBN 978-88-6883-199-8 |
| 19 | Capitoli - 175. È davvero dolce (すっごく甘いモノ・?, Suggoku amai mono) - 176. Eiaculazione precoce?! (ソーロー!??, Sōrō!?) - 177. Una giovane rivale?! (小さな恋敵!??, Chīsana koigataki!?) - 178. Una tresca autorizzata?! (公認浮気!??, Kōnin uwaki!?) - 179. A casa malata (望郷?, Bōkyō) - 180. Il club (サークル?, Sākuru) - 181. Al campeggio (キャンプ?, Kyanpu) - 182. Fallimento epico (大失敗?, Dai shippai) - 183. Un passo alla volta (一歩ずつ進もう?, Ippo zutsu susumou) - 184. Festa di benvenuto (初幹事?, Hatsu kanji) |                        |                  |                        |
| 20 | 16 novembre 2012 | ISBN 978-4-06-384767-3 | 25 novembre 2016 | ISBN 978-88-6712-620-0 |
| 20 | Capitoli - 185. Hanami (お花見?, O-hanami) - 186. Torno a casa (帰るけェ?, Kaeru ke) - 187. Arrivederci (サヨナラ?, Sayonara) - 188. Dai, facciamolo! (さあ、いこう！?, Sā, ikō!) - 189. Adesso o mai più! (行動あるのみ！?, Kōdō aru nomi!) - 190. Non cambi mai! (相変わらずで？?, Aikawarazu de?) - 191. Non sei da solo! (1人じゃない！?, 1-ri janai!) - 192. Mi sono stancata! (何なのよ！?, Nanina no yo!) - 193. Non toccarmi! (触んないで！?, Sawan'naide!) - 194. È solo questo! (ここだけだよ！?, Koko dakeda yo!) |                        |                  |                        |

## Volumi 21-27
| 21 | 17 gennaio 2013 | ISBN 978-4-06-384797-0 | 28 aprile 2017    | ISBN 978-88-6712-636-1 |
| 21 | Capitoli - 195. Goya night ☆ (ゴーヤナイト☆?, Gōya naito ☆) - 196. Io ritorno a casa (私、帰ります。?, Watashi, kaerimasu.) - 197. A domani (また、明日?, Mata, ashita) - 198. Faccende da uomini (男なりの事情?, Otoko nari no jijō) - 199. Rivincita (リベンジ?, Ribenji) - 200. L'altro lato dell'amore (好きの向こう側?, Suki no mukōgawa) - 201. Restart (リスタート?, Risutāto) - 202. Il mio posto (居場所?, Ibasho) - 203. The game of life (一生ゲーム?, Isshō gēmu) - Extra 1. Giocattoli da adulti ♥ - Extra 2. Problemi… di pelle?                                                                                   |                        |                   |                        |
| 22 | 15 marzo 2013 | ISBN 978-4-06-384837-3 | 12 maggio 2017    | ISBN 978-88-6712-658-3 |
| 22 | Capitoli - 204. Riunione ♥ (再会・?, Saikai) - 205. Fuoco e fiamme (バチバチ?, Bachi bachi) - 206. Risposta a una dichiarazione d'amore (告白の返事?, Kokuhaku no henji) - 207. La sua vera natura! (本性発覚！?, Honshō hakkaku!) - 208. La destinazione di un amore a senso unico (片想いの行方?, Kataomoi no yukue) - 209. Fai sul serio? (一途か!??, Ichizu ka!?) - 210. Inseguire i propri sogni (夢追い人？?, Yumeoibito?) - 211. L'istante più bello (最高の一瞬?, Saikō no isshun) - 212. Felice anno nuovo! ♪ (今年もよろしく♪?, Kotoshi mo yoroshiku ♪) - 213. Leader per la prima volta (初リーダー!??, Hatsu rīdā!?) |                        |                   |                        |
| 23 | 17 giugno 2013 | ISBN 978-4-06-384878-6 | 24 giugno 2017    | ISBN 978-88-6712-693-4 |
| 23 | Capitoli - 214. C'è suo fratello! (お兄さん!!?, Onīsan!!) - 215. Sei bravo a guidare? (運転上手!??, Unten jōzu!?) - 216. Leadership (リーダーシップ?, Rīdāshippu) - 217. Alle terme miste? (混浴!??, Kon'yoku!?) - 218. I ricordi si rinnovano (思い出の更新?, Omoide no kōshin) - 219. La vera intenzione di Akari (月の真意?, Akari no shin'i) - 220. Non mi sta bene! (おもんない！?, Omon'nai!) - 221. Non piangerò! (泣くもんか！?, Naku mon ka!) - 222. Tempo di decisioni (決意の刻?, Ketsui no koku) - Extra. La vita quotidiana di Rin                                                                                  |                        |                   |                        |
| 24 | 16 agosto 2013 | ISBN 978-4-06-394912-4 | 10 febbraio 2018  | ISBN 978-88-6712-726-9 |
| 24 | Capitoli - 223. Che confusione! (THE ドタバタ?, THE dotabata) - 224. È scontato! (大前提は‥!??, Daizentei wa‥!?) - 225. Facciamo pratica (予行練習！?, Yokō renshū!) - 226. Tempi supplementari? (延長戦!??, Enchō-sen!?) - 227. I gatti non sono poi tanto male! (猫は悪くない！?, Neko wa warukunai!) - 228. Il paguro (ヤドカリ?, Yadokari) - 229. Addio? (サヨーナラ!??, Sayōnara!?) - 230. Di nuovo rivali (ライバル再び?, Raibaru futatabi) - 231. Prooot! (ブーブー?, Būbū) - 232. Passioni (夢中になれるコト?, Muchū ni nareru koto)                                                                                     |                        |                   |                        |
| 25 | 15 novembre 2013 | ISBN 978-4-06-394965-0 | 7 marzo 2020      | ISBN 978-88-6712-746-7 |
| 25 | Capitoli - 233. Il segreto della voce (声のヒミツ?, Koe no himitsu) - 234. Mancanza di originalità? (マンネリ!??, Man'neri!?) - 235. La decisione di Tokyo (東京決意?, Tōkyō ketsui) - 236. Il motivo del litigio (ケンカの理由?, Kenka no riyū) - 237. La fiera del lavoro (合同会社説明会?, Gōdō kaisha setsumei kai) - 238. Va bene qualunque cosa! (何が何でも！?, Naniganandemo!) - 239. Bugiardo! (ウソばっかり?, Uso bakkari) - 240. Switch (スイッチ?, Suicchi) - 241. Il peso delle aspettative (期待の重み?, Kitai no omomi) - 242. Sorriso (笑顔！?, Egao!) - Extra. Dolcetto o scherzetto?                           |                        |                   |                        |
| 26 | 17 gennaio 2014 | ISBN 978-4-06-394995-7 | 6 giugno 2020     | ISBN 978-88-6712-920-1 |
| 26 | Capitoli - 243. Debutto! (初登場！?, Hatsu tōjō!) - 244. Avanti! (前進！?, Zenshin!) - 245. Sempre, sempre (ずっとずっと?, Zutto zutto) - 246. La distanza tra loro (2人の距離?, 2-ri no kyori) - 247. Tre anni e mezzo (3年半の?, 3-nen han no) - 248. Merce buona (良い商品?, Yoi shōhin) - 249. Obiettivi? (目標？?, Mokuhyō?) - 250. Motivi per cui mi piace (好きの理由?, Suki no riyū) - 251. Motivi per cui mi piace! (好きの理由!!?, Suki no riyū!!) - 252. Amore a distanza (遠距離恋愛?, Enkyori ren'ai) |                        |                   |                        |
| 27 | 17 marzo 2014 | ISBN 978-4-06-395029-8 | 21 settembre 2020 | ISBN 978-88-6712-946-1 |
| 27 | Capitoli - 253. Il segreto del successo! (秘訣！?, Hiketsu!) - 254. Tempo di decisioni (決断時期?, Ketsudan jiki) - 255. Come facciamo? (どうする!??, Dō suru!?) - 256. La risposta (答え?, Kotae) - 257. Lavoro (仕事?, Shigoto) - 258. Attacco! (のこった!!?, Nokotta!!) - 259. Adulto? (一人前？?, Ichininmae?) - 260. Petali di ciliegio (花びら桜?, Hanabira sakura) - 261. Dove fioriscono i ciliegi (桜の咲く頃?, Sakura no Sakukoro) |                        |                   |                        |